# Diascepsis
Diascepsis é um gênero de mariposa pertencente à família Acrolepiidae.